# Günter Schröder (Agrarwissenschaftler)

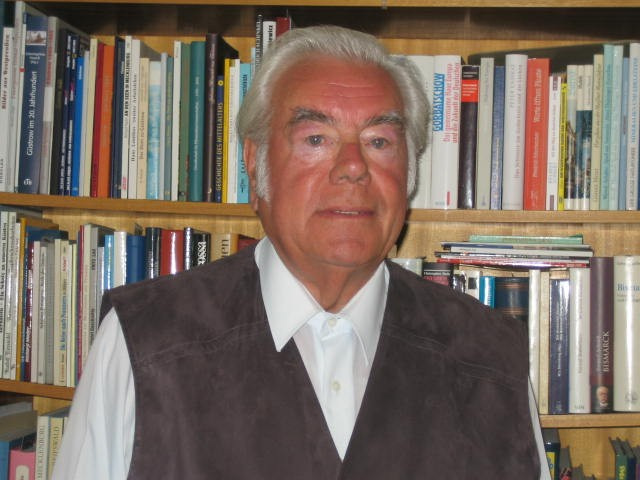
Günter Schröder (2009)

Günter Schröder (* 16. Juni 1929 in Stettin; † 27. März 2020 in Güstrow) war ein deutscher Pflanzenbauwissenschaftler. Durch seine vielseitige Öffentlichkeitsarbeit zählt Schröder zu den bekanntesten ostdeutschen Agrarwissenschaftlern. Auch nach der Wiedervereinigung führte er seine Forschungstätigkeit deutschlandweit fort.

## Lebensweg
Seine Jugendjahre verbrachte Schröder in Altdamm (Pommern) und nach der Zwangsumsiedlung 1945 auf der Insel Rügen. Nach einer landwirtschaftlichen Lehre absolvierte er die Fachschule für Landwirtschaft in Bergen auf Rügen und Greifswald. Danach erfolgte ein Studium an der Landwirtschaftlichen Fakultät der Friedrich-Schiller-Universität in Jena, das er 1955 erfolgreich beendete. Im Anschluss übte er eine einjährige Tätigkeit als Oberagronom in der landwirtschaftlichen Praxis im Kreis Greifswald aus.
Seine wissenschaftliche Laufbahn begann 1956 im Institut für Pflanzenzüchtung Gülzow-Güstrow. Unter Leitung von Professor Kress entwickelte er auf der Grundlage der Physischen Geographie und der natürlichen Standortbedingungen die Landbauregionen für Mecklenburg-Vorpommern. 1959 wechselte Schröder zum Institut für Landwirtschaftliches Versuchs- und Untersuchungswesen Rostock, wo er die Leitung der Außenstelle Schwerin übernahm. Er promovierte 1965 bei Kurt Nehring an der Landwirtschaftlichen Fakultät der Universität Rostock zum Dr. agr. Nach Auflösung des Institutes für Landwirtschaftliches Versuchs- und Untersuchungswesen erfolgte 1959 die Übernahme des Versuchswesens durch das Institut für Landwirtschaft Schwerin. Schröder wurde an diesem Institut Leiter der Arbeitsgruppe Versuchswesen und entwickelte dort ein Netz von repräsentativen Versuchsstationen. Nach Zuordnung dieser Versuchsstationen zur Zentralstelle für Sortenwesen der DDR im Jahr 1969 leitete er die Sortenprüfung im heutigen Mecklenburg-Vorpommern. 1985 wechselte er zum Institut für Pflanzenzüchtung Gülzow der Akademie der Landwirtschaftswissenschaften. Hier übernahm er die Leitung der Abteilung Versuchswesen. Nach der Wiedervereinigung Deutschlands arbeitete er unter der Leitung von Norbert Makowski in der Forschungsstelle für Nachwachsende Rohstoffe und Gartenbau an deutschlandweiten Projekten.
Schröder gab Gastvorlesungen an der Universität in Halle und lehrte an der Agraringenieurschule Güstrow-Bockhorst sowie an der Fachschule für Landwirtschaft Güstrow-Schabernack.

## Forschungsleistungen
- Einfluss der organischen Düngung auf den Ertrag und den Gehalt an Inhaltsstoffen beim Silomais.
- Einfluss der Kalium- und Magnesiumdüngung auf die Ertragsentwicklung beim Getreide, Winterraps, Kartoffeln, Zuckerrüben und Futterpflanzen unter verschiedenen  Standortbedingungen in Mecklenburg.
- Koordinierter Dezimalcode (KDC) für Winterraps, Winterrüben, Senf, Ölrettich und Futterkohl.
- Anbau von Faserlein und Nutzung von Roggenstroh bei Gewährleistung einer ökologischen Landbewirtschaftung.
- Ergebnisse der Magnesium-, Schwefel- und Mikronährstoffdüngung bei Qualitätsraps.
- Präzisierte Empfehlungen zur Stickstoffdüngung bei Winterraps.
- Betrachtungen zur Ertragsbildung bei Winterraps.

## Ehrungen und Auszeichnungen
- Ehrennadel der Agrarwissenschaftlichen Gesellschaft in Gold

## Publikationen (Auswahl)
Die Ergebnisse seiner Forschungsarbeit veröffentlichte Günter Schröder in über 650 wissenschaftlichen und populärwissenschaftlichen Beiträgen.
- K. Nehring, F. Lüddecke, G. Schröder: Versuchs- und Untersuchungsergebnisse 1958 - 1960 des Institutes für Versuchs- und  Untersuchungswesen, Rostock 1962.
- G. Schröder, H. Schölzel: Den Bezirk Schwerin zu einer reichen Kornkammer entwickeln, Schwerin 1964.
- G. Schröder, in: K. Nehring, F. Lüddecke et al.: Ackerfutterpflanzen, Berlin 1971
- G. Schröder, B. Schaecke:  Analyse und Bewertung des Anbaues und der Nutzung von Pflanzen als nachwachsende Rohstoffe. Gülzow-Güstrow 1988.
- F. Lüddecke, U. Bauer, W. Jentsch, G. Schröder: Ackerfutter. Berlin 1990.